# Callosciurinae
A Callosciurinae az emlősök (Mammalia) osztályának rágcsálók (Rodentia) rendjébe, ezen belül a mókusfélék (Sciuridae) családjába tartozó alcsalád.

## Rendszerezés
A Callosciurinae alcsaládba 2 nemzetség, 14 nem és 66 faj tartozik:
- Callosciurini
  - Callosciurus Gray, 1867 – 16 faj, Ázsia
  - Dremomys Heude, 1898 – 6 faj, Délkelet-Ázsia
  - Exilisciurus Moore, 1958 – 3 faj, Borneó és Fülöp-szigetek
  - Glyphotes Thomas, 1898 - 1 faj, Borneó
    - Glyphotes simus Thomas, 1898

  - Hyosciurus Archbold & Tate, 1935 - 2 faj, Indonézia
  - Lariscus Thomas & Wroughton, 1909 - 4 faj, Thaiföld déli része, Malajzia és Indonézia
  - Menetes Thomas, 1908 – indokínai földimókusok: 1 faj, Burma, Indokína és Thaiföld
    - Menetes berdmorei Blyth, 1849

  - Nannosciurus Trouessart, 1880 – törpemókusok: 1 faj, Indonézia
    - Nannosciurus melanotis Müller, 1840

  - Prosciurillus Ellerman, 1947 - 5 faj, Indonézia
  - Rhinosciurus Blyth, 1856 – hosszúorrú mókus: 1 faj, Thaiföld, Malayzia, Szumátra és Borneó
    - Rhinosciurus laticaudatus Müller, 1840

  - Rubrisciurus Ellerman, 1954 - 1 faj, Indonézia
    - Rubrisciurus rubriventer Müller & Schlegel, 1844

  - Sundasciurus Moore, 1958 - 15 faj, Thaiföldtől Indonéziáig és Fülöp-szigetek
  - Tamiops J. A. Allen, 1906 - 4 faj, Burma, Kína, Laosz, Malajzia, Nepál, Tajvan, Vietnam
- Funambulini
  - pálmamókusok (Funambulus) Lesson, 1835 – 6 faj, India, pálmamókusok